# Гольшанський Януш Олександрович

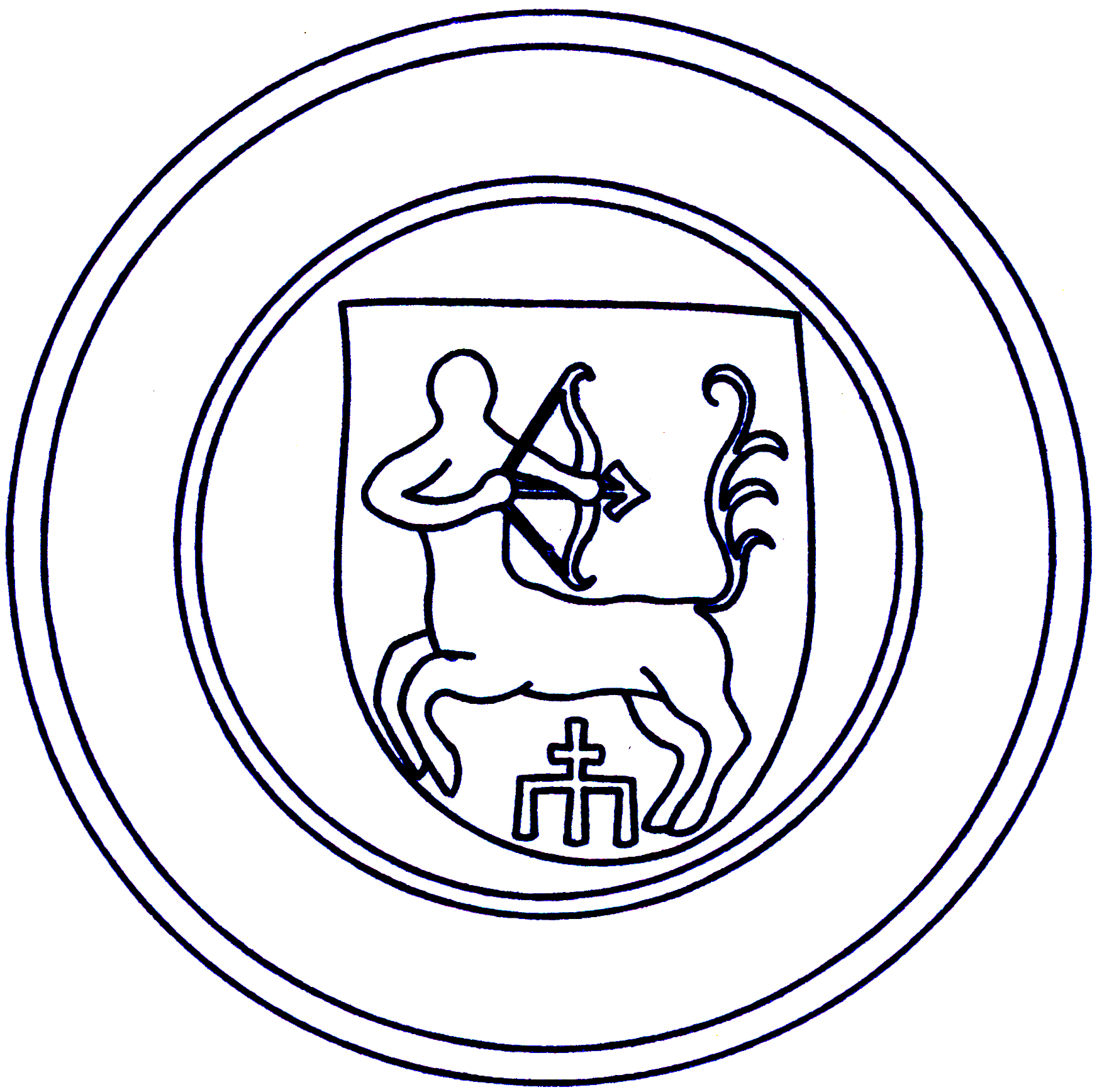
Печатка від 9 вересня 1501. В її полі іспанський щит, на котрому китаврус держить напнутий лук і цілить стрілою у власний хвіст. Здолу знак у вигляді трираменної літери Т під хрестом.

Януш Гольшанський герба Гіпоцентавр (лат. Janusius Allexandri ducis de Litwania; пом. близько 1511) — старший син литовсько-руського князя Олександра Юрійовича Гольшанського та Софії Олехнівни Судимонтівни. Мав братів Юрія та Павла і декількох сестер.

## Життєпис
Уперше він спогаданий під 1488 роком вписаним маюскульними літерами до метрики Краківської академії, в якій навчався під опікою ректора Бернарда Мікоша, із його смертю — Яна Глоговчика. Після здобуття освіти Я. Гольшанський обійняв уряд намісника скідельського, згодом — крайчого господарського (1495 — 1505) й водночас державця слонімського (1501 — 1504). Востаннє Януш зринає під 1511 р. старостою вовковиським. Помер, не лишивши нащадків.   